# Éditions Vizavi
Les éditions Vizavi sont une maison d’édition mauricienne basée à Port-Louis (île Maurice).

## Histoire
La maison d’édition Vizavi est créée en 1993 par Pascale Siew, qui en est toujours la dirigeante en 2020. Elle est notamment connue du public mauricien pour sa collection jeunesse Les Aventures de Tikoulou, dont le premier opus est publié en 1998. La ligne éditoriale des Éditions Vizavi est centrée autour de la culture mauricienne, qu'elle aborde à travers des thèmes comme la littérature, la photographie ou la cuisine. Ses titres sont publiés en trois langues : française, anglaise et créole.

### Jeunesse
Figure principale de la série d'albums Les Aventures de Tikoulou, Tikoulou est entré dans la culture populaire mauricienne.
Des auteurs tels que Nathacha Appanah, Alain Gordon-Gentil et Joëlle Écormier ont contribué à cette série d'albums.

## Distinction
En 2017, Nostalgies, livre de photographies et pensées du photographe Philip Lim, se voit attribuer le prix Jean Fanchette, ex aequo avec le livre Dédée écrit par Edmond Maurel.